# Édouard Delanglade
Pour les articles homonymes, voir Delanglade.
Édouard Delanglade né à Marseille le 2 octobre 1868, mort à Bellemagny (Haut-Rhin) le 25 novembre 1917 au cours de la Première Guerre mondiale, est un chirurgien français ayant exercé à l'Hôtel-Dieu de Marseille.

## Biographie
D'une famille de notaires, Édouard Delanglade est le fils de Jules Delanglade et d'Hélène Carrier.
Il fait ses études au lycée de Marseille où il est le condisciple d'Edmond Rostand. Après avoir envisagé de préparer l'École normale supérieure, il s'oriente vers la médecine d'abord à Marseille puis à Paris où Léon Daudet fut son interne. 
Il revient à Marseille et fait une brillante carrière qui lui permet d'accéder en 1905 à la chaire chirurgicale de l'Hôtel-Dieu. Il est professeur de clinique chirurgical à l'École de médecine de Marseille.
Il épouse le 9 juin 1896 à Marseille une amie d'enfance Mlle Warrain, fille d'un armateur marseillais. Le mariage sera célébré par le maire de Marseille Siméon Flaissières, également médecin. Les témoins seront son frère Charles Delanglade et Auguste Broca (1859-1924), professeur agrégé de médecine à Paris. Son fils Jules, étudiant en médecine, est tué à Vadelaincourt le 4 septembre 1917 ; sa fille Hélène épouse le banquier Henri Bonnasse ; son autre fille Marguerite épouse Henry Bergasse.
Malgré son âge, à 49 ans, il fait la guerre comme médecin-major de 1re classe et sera blessé mortellement le 24 décembre 1917.

## Iconographie et hommage
- Chevalier de la Légion d'honneur le 6 juin 1915, promu Officier le 24 novembre 1917[4].
- 1918 portrait réalisé par son frère le sculpteur Charles Delanglade.
- Une rue de Marseille porte son nom[5].